# Дос-Эрманас
Дос-Эрма́нас (исп. Dos Hermanas — букв. «Две сестры») — город и муниципалитет в Испании, входит в провинцию Севилья, в составе автономного сообщества Андалусия. Муниципалитет находится в составе района (комарки) Большая Севилья. Географически расположен в низине реки Гвадалквивир.
На 1 января 2022 года в городе насчитывалось 137 561 житель, и, таким образом, Дос-Эрма́нас является одним из двенадцати городов Андалузии с населением выше 100 тысяч человек. Площадь составляет 159,10 км², плотность населения — 815,81 человек на км². Средняя высота над уровнем моря — 42 метра. В последние 40 лет город пережил резкий рост населения (в 1970 году проживало всего лишь 39677 человек) благодаря своей близости к столице провинции и её промышленному развитию. Согласно возрастно-половой пирамиде 2007 года основная часть жителей относится к молодому и среднему возрасту, в отличие от показателей других испанских городов, которые имеют более старое население.
Муниципалитет состоит из четырёх центров: Дос-Эрманас, Фуэнте-дель-Рей, Марисма-и-Пунталес-Адриано, Монтекинто.

## История

### Античность
На месте современного муниципалитета с древности существовали человеческие поселения, такие как Ориппо, римский город на Августовой дороге из Рима в Кадис. Возможно, он был основан ещё турдетанами. От этого города остались башня Торре-де-лос-Эрберос и различные остатки, которые в настоящее время засыпаны. Среди них встречаются гончарные печи, некоторые очень хорошо сохранившиеся. Название Ориппо встречается в Аполлоновых вазах и упоминается в Итинерарии Антонина как пятнадцатый постоялый двор на седьмой военной дороге, которая вела из Кадиса в Кордову, расположенный в 24 милях от Утреры и в 9 милях от Гиспалиса (современная Севилья).
Не сохранилось никаких сведений о городе в эпоху арабского владычества на Иберийском полуострове. Земли, составляющие современный город, входили в состав Аль-Андалус и были разделены на мелкие общины, некоторые из которых дошли до наших дней в виде ферм.

### Средние Века
Происхождение современного поселения берёт начало в разделении земель после завоевания Севильи королём Кастилии Фердинандом III Кастильским (23 ноября 1248 года). Его сын, Альфонсо X распределил наделы среди рыцарей, участвовавших в битве.
Современная территория оказалась разделена среди нескольких вассалов Альфонсо Х, но тем, кто позднее основал город, был слуга короля по имени Гонсало Насарено, которому, согласно книге «Разделение Севильи» монарх даровал:

[…] три участка имения за рекой Гвадаира и перед Гвадалквивиром, напротив Херес-де-ла-Фронтера и Лебрихи.
Оригинальный текст (исп.)[...] tres yugadas de heredad allende de Guadayra e aquende del Guadalquivir, es contra Xeres e es contra Lebrixa.

Этот раздел земель повлёк за собой переселение людей из других областей. В ходе него, скорее всего из современного Вильявисенсио-де-лос-Кабальероса, прибыли две сестры, Эльвира и Стефания Насарено, по некоторым предположениям, приходившиеся сёстрами Гонсало Насарено.
Согласно местной легенде, сопровождаемые звуками колокола, они нашли в гроте готическое изображение Святой Анны, Марии и Иисуса Христа. Рядом с тем гротом они основали церковь, которая вместе с прилегающими фермами стала зародышем современного города.
Дальнейшая судьба семьи Насарено неизвестна. Вполне вероятно, что они вернулись на север, в родной город спустя несколько лет.
Самый старый документ, в котором встречается название Дос-Эрманас («две сестры» по-испански), датируется 1404 годом и был обнаружен среди бумаг севильской мэрии. В нём содержится указание жителям Дос-Эрманос заплатить подать для поддержания обороны против Гранадского эмирата.

### Новое Время
Имеется всего несколько упоминаний о городе в течение XVI века, если исключить переписи населения, которые все были сфальсифицированы для избежания налогов. Считается, что город имел сельскохозяйственную экономику. Кроме того, добывалась известь.
В течение того времени город был королевским, то есть подчинялся непосредственно королям Кастилии. Но в середине XVI века были попытки купить его. В том числе это пытался граф-герцог де Олива́рес между 1621 и 1643 годами.
С 20 апреля 1631 года по 1636 город принадлежал дому Арко, а после перешёл под власть семьи Педроса, которые 30 декабря 1679 года получили титул маркиза Дос-Эрманас. В то время население города составляло 200 семей (примерно 1000 человек), в основном занятых обработкой земель в усадьбах, которыми владели многие родовитые семьи Севильи, согласно Родриго Каро. В то же время был учреждён титул маркиза Серресуэлы (деревня возле Дос-Эрманас, сегодня покинутая). Позже эта область стала независимой от Дос-Эрманас и оставалась ею до начала XX века.

### Новейшее время
В конце XIX века началась индустриализация города, были построены фабрика по пряже джута и первые склады для хранения маслин. Это вызвало сильную потребность в рабочей силе и спровоцировало волну иммиграции, которая стала первым крупным увеличением населения города.
В 1911 году город был отмечен специальным королевским указом. В это время уже увеличилось торговое и промышленное влияние, город стал поставщиком маслин в Соединённые Штаты Америки.

## Население
| Год  | Численность | Численность   |
| ---- | ----------- | ------------- |
| 1900 | 7850        |               |
| 1910 | 9884        |               |
| 1920 | 10 971      |               |
| 1930 | 15 427      |               |
| 1940 | 20 330      |               |
| 1950 | 21 281      |               |
| 1960 | 27 996      |               |
| 1970 | 39 677      |               |
| 1979 | 50 720      |               |
| 2001 | 100 871     | [ 3 ]         |
| 2002 | 103 282     | [ 4 ]         |
| 2004 | 109 595     | [ 5 ]         |
| 2005 | 112 273     | [ 6 ]         |
| 2006 | 114 672     | [ 7 ]         |
| 2007 | 117 564     | [ 8 ]         |
| 2008 | 120 323     | [ 9 ]         |
| 2009 | 122 943     | [ 10 ]        |
| 2010 | 125 086     | [ 11 ]        |
| 2011 | 127 375     | [ 12 ]        |
| 2012 | 128 794     | [ 13 ]        |
| 2014 | 130 369     | [ 14 ]        |
| 2016 | 131 855     | [ 15 ]        |
| 2017 | 132 551     | [ 16 ]        |
| 2018 | 133 168     | [ 17 ] [ 18 ] |
| 2019 | 133 968     | [ 19 ]        |
| 2020 | 135 050     | [ 20 ]        |
| 2021 | 136 250     | [ 21 ]        |
| 2022 | 137 561     | [ 22 ]        |
| 2023 | 138 981     | [ 23 ]        |
| 2024 | 140 430     | [ 1 ]         |

## Фотографии

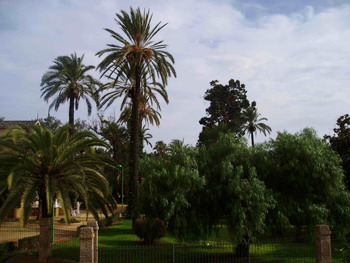
Парк
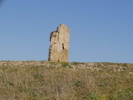
Башня
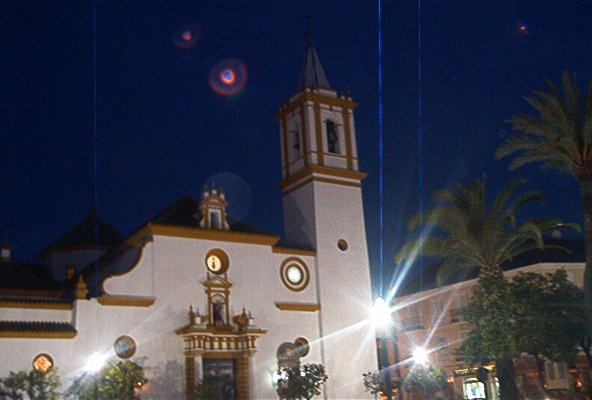
Церковь
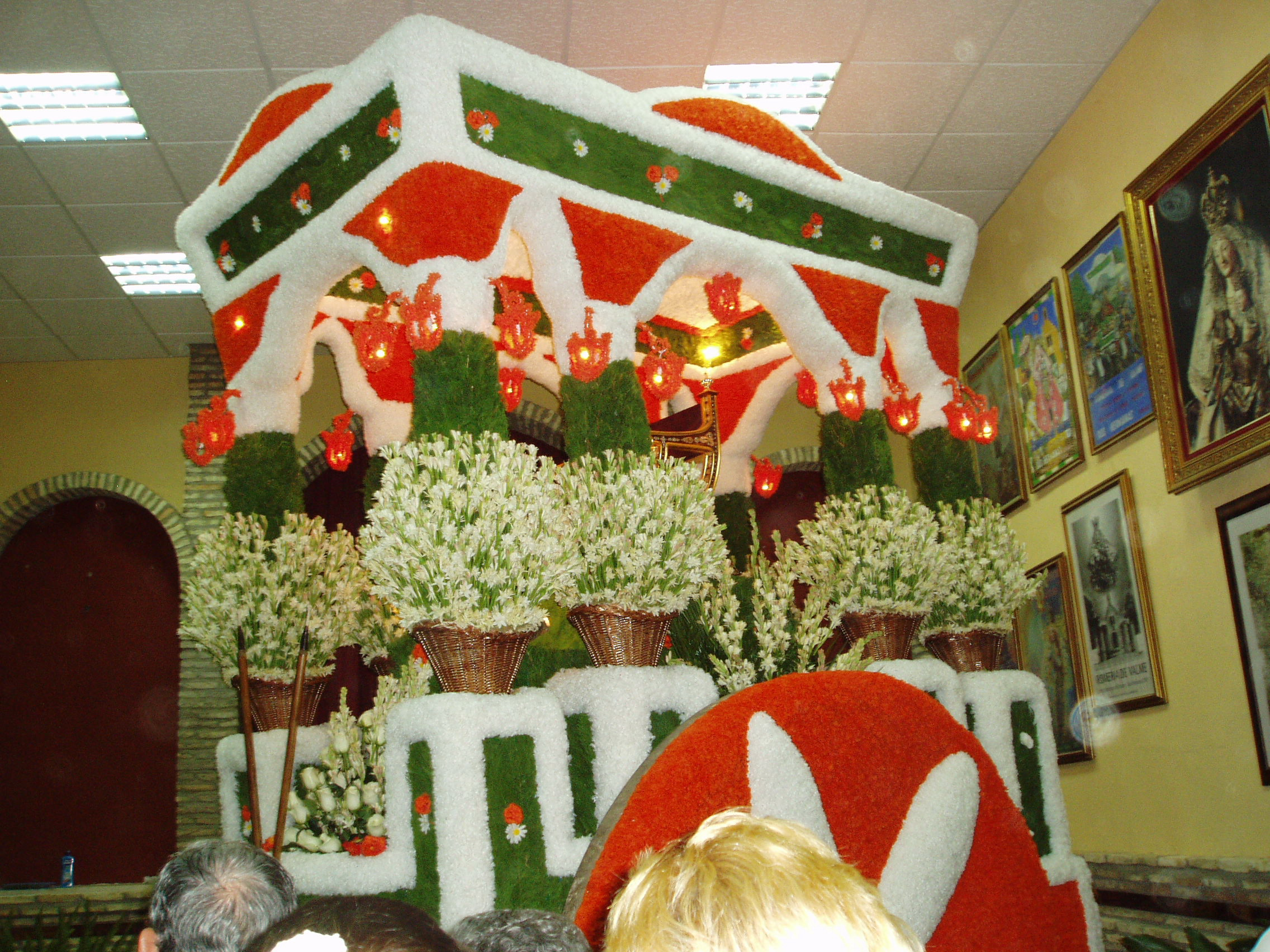